# Jennifer Lopez
Jennifer Lynn Muñiz Lopez, pogosto imenovana tudi J.Lo, ameriška filmska in televizijka igralka, pevka, tekstopiska, glasbena producentka, plesalka, modna oblikovalka, televizijska producentka, fotomodel, koreografinja, podjetnica in televizijska osebnost, * 24. julij 1969, Castle Hill, The Bronx, New York, Združene države Amerike.
Po podatkih revije Forbes je najbogatejša oseba z latinsko-ameriškimi koreninami v Hollywoodu, po lestvici revije People en Español, »100 najvplivnejših špancev«, najvplivnejša glasbenica s španskimi koreninami v Združenih državah Amerike. Svojo vplivnost v javnosti je še bolj utrdila, ko je oblikovala mnoge dišave in modne linije, ki jih je kasneje tudi oglaševala. Poleg svojega dela v zabavni industriji, Jennifer Lopez zagovarja pravice ljudi, cepljenje ter podpira organizacijo Children's Hospital Los Angeles.
Jennifer Lopez je s svojo kariero pričela kot plesalka na humoristični televizijski oddaji In Living Color. Kasneje je zaslovela, ko je leta 1995 zaigrala v akcijskem trilerju Zmeda na poštnem vlaku. Prvič je zaigrala v glavni vlogi, ko je odigrala vlogo pevke Selene v biografskem filmu Selena (1997). Za svoj nastop v tem filmu je prejela nagrado ALMA Award za »izstopajočo igralko«. Kasneje si je svojo drugo nagrado ALMA Award prislužila, ko je leta 1998 zaigrala v filmu Daleč od oči. Kasneje je zaigrala v mnogih romantičnih komedijah, kot sta Načrtovalka porok (2001) in Zgodilo se je na Manhattnu (2002). Jennifer Lopez je večji komercialni uspeh doživela, ko je zaigrala v filmih Zaplešiva (2004) in Tašča, da te kap (2005).
Leta 1999 je Jennifer Lopez zaigrala svoj prvi glasbeni album, On the 6, ki je vseboval tudi njeno prvo uspešnico, »If You Had My Love«. Njen drugi glasbeni album J.Lo (2001), je prejel velik komercialni uspeh, saj je po vsem svetu prodal okoli osem milijonov izvodov. Album J to tha L-O!: The Remixes (2002) je postal njen drugi zaporedni glasbeni album, ki je prvič, ko se je uvrstil na lestvico, zasedel prvo mesto na lestvici Billboard 200. Njen tretji in četrti glasbeni album — This Is Me... Then (2002) in Rebirth (2005) — je zasedel drugo mesto na lestvici Billboard 200. V letu 2007 je Jennifer Lopez izdala dva glasbena albuma, vključno s svojim prvim glasbenim albumom s samimi španskimi pesmimi, Como Ama una Mujer, ter svoj peti glasbeni album v angleščini, Brave. Leta 2003 je bila nagrajena z nagrado American Music Award v kategoriji za »najljubšo pop/rock žensko ustvarjalko«, leta 2007 pa je prejela isto nagrado v kategoriji za »najljubšo latinsko ustvarjalko«. Do danes je Jennifer Lopez po vsem svetu prodala več kot 25 milijonov albumov. Jennifer Lopez je revija Billboard uvrstila na sedemindvajseto mesto njihove lestvice »najuspešnejših ustvarjalcev med letoma 2000 in 2010«.
V sredi leta 2010 so začele krožiti govorice, da bo Jennifer Lopez postala sodnica v oddaji Ameriški idol. Septembra 2010 so producenti oddaje uradno potrdili, da bo Jennifer Lopez sodelovala pri oddaji.
Jennifer Lopez bo ena izmed prvih gostov v novi CBS-jevi pogovorni oddaji The Talk.

## Zgodnje življenje
Jennifer Lynn Muñiz Lopez se je kot Jennifer Lynn Lopez rodila in odraščala v Castle Hill, The Bronx, New York, Združene države Amerike. Oba njena starša, mama Guadalupe (rojena Rodríguez), vzgojiteljica in oče David Lopez, računalniški tehnik, sta se rodila v Ponceju, Puerto Rico. Jennifer Lopez je bila vzgojena kot pripadnica rimskokatoliške cerkve. Ima starejšo sestroLeslie in mlajšo sestro Lyndo. Jennifer Lopez se je čez svoje celotno akademsko šolanje šolala izključno na rimskokatoliških šolah, nazadnje pa je končala na šoli Preston High School v Bronxu. Pri devetnajstih letih si je sama plačala učne ure petja in plesanja. Potem, ko se je en semester šolala na kolidžu Baruch College, se je morala Jennifer Lopez odločati med notarno javnostjo in uradno pisarno, učnimi urami plesa in plesnimi nastopi v nočnih klubih v Manhattanu. Leta 1987 je imela manjšo vlogo v filmu My Little Girl. Po mesecih avdicij za razne plesne vloge se je Jennifer Lopez pojavila v mnogih rap videospotih, epizodi serije Yo! MTV Raps iz devetdesetih ter kot spremljevalna plesalka za skupino New Kids on the Block na njihovem nastopu s pesmijo »Games« na podelitvi nagrad American Music Awards leta 1991. Svojo prvo bolje plačano službo je dobila, ko se je kot plesalka »Fly Girl« začela pojavljati v humoristični televizijski oddaji In Living Color med letoma 1991 in 1993. Kmalu zatem je postala spremljevalna plesalka Janet Jackson in se leta 1993 pojavila v videospotu za njeno pesem, »That's the Way Love Goes«.

## Glasbena kariera

### 1999–2000:On the 6
Prvi glasbeni album Jennifer Lopez, On the 6, je izšel 1. junija 1999 in se uvrstil med prvih deset albumov na glasbeni lestvici Billboard 200. Preko albuma je izšla tudi njena velika uspešnica, singl, ki je zasedel prvo mesto na lestvici Billboard Hot 100, »If You Had My Love,« pa tudi singl, ki se je na prejomenjeni lestvici uvrstil med prvih deset pesmi, »Waiting for Tonight«. Album je vseboval tudi nekaj pesmi v španskem jeziku, latino-pop duet z Marcom Anthonyjem (ki je kasneje postal njen mož), »No Me Ames«. Čeprav pesem »No Me Ames« ni uživala velikega uspeha, se je uvrstila na prvo mesto na lestvici Hot Latin Tracks. Album On the 6 je vseboval tudi duete Jennifer Lopez z drugimi glasbeniki, kot sta Big Pun in Fat Joe na pesmi »Feelin' So Good«, ki je dosegla velik uspeh na glasbeni lestvici Billboard Hot 100. Zadnji singl iz albuma, »Let's Get Loud«, ji je prislužil nominacijo za nagrado Grammy v kategoriji za »najboljši dance posnetek«, na podelitvi Grammyjev leta 2001. Pesem »Waiting for Tonight« je bila leto prej nominirana za Grammyja v isti kategoriji. Pesem »No Me Ames« je leta 2001 prejela dve nominaciji za nagrado Latin Grammy Awards — v kategoriji za »najboljši pop duet/skupinski posnetek z vokalnim nastopom« in v kategoriji za »najboljši videospot«.

### 2001–2003:J. Lo,J to tha L-O!inThis Is Me... Then
Drugi glasbeni album Jennifer Lopez, J.Lo, je izšel 23. januarja 2001 in takoj pristal na prvem mestu lestvice Billboard 200. Ta album je vseboval več urbanske glasbe, kot album On the 6. Ko je Jennifer Lopez posnela film Načrtovalka porok, film v katerem se njen lik zaljubi v ženina na poroki, ki jo načrtuje, je ta kmalu po izidu postal najbolje prodajani film tistega tedna. Tako je Jennifer Lopez postala prva pevka in igralka, ki je v istem tednu izdala tako najbolje prodajani album, kot najbolje prodajani film. Glavni singl iz albuma, »Love Don't Cost a Thing,« je bil njen prvi singl, ki je zasedel prvo mesto na glasbeni lestvici v Združenem kraljestvu ter se hkrati uvrstil med prvih pet pesmi na lestvici Billboard Hot 100 v Združenih državah Amerike. Temu je sledila pesem »Play«, ki se je na lestvici Billboard Hot 100 uvrstila med prvih dvajset pesmi ter zasedla tretje mesto v Veliki Britaniji. Naslednja dva singla, »I'm Real« in »Ain't It Funny«, sta se hitro vzpenjala po lestvicah. Da bi zaslužila več denarja, je Jennifer Lopez založbo The Inc. Records (takrat znano pod imenom Murder Inc.) vprašala, če bi se splačalo posneti še remix obeh pesmi, na katerem bi sodelovala z raperjema Ja Ruleom (vključen je bil v remixa obeh pesmi) in Caddillacom Tahom (sodeloval je samo pri remixu pesmi »Ain't It Funny«). Oba remixa sta več tednov ostajala na prvem mestu lestvice Billboard Hot 100. Na svoj dvaintrideseti rojstni dan je ponovno izdala album J. Lo z remixom pesmi »I'm Real« kot dodatek. V Španiji je izdala tudi pesem »Si Ya Se Acabó«, saj je bila tam že pred tem zelo uspešna njena pesem »Que Ironia«.
Po uspehu ob ponovnem izidu albuma J. Lo se je Jennifer Lopez odločila, da bo posnela remixe za vse pesmi na albumu in jih kasneje, 5. februarja 2002, tudi izdala pod naslovom J to tha L-O!: The Remixes. Album je kmalu po izidu pristal na prvem mestu lestvice Billboard 200 ter tako postal prvi glasbeni album z remixi v zgodovini, ki se je prvič uvrstil na vrh te lestvice. Glasbeniki, ki so sodelovali pri albumu J to tha L-O!: The Remixes so med drugim tudi P. Diddy, Fat Joe in Nas, album sam pa je vključeval tudi redke dance in hip hop remixe prej izdanih pesmi. Album je postal četrti najbolje prodajani glasbeni album z remixi, takoj za albumi Blood on the Dance Floor: HIStory in the Mix (Michael Jackson), Love (The Beatles) in You Can Dance (Madonna).
Jennifer Lopez je svoj tretji glasbeni album, This Is Me... Then, izdala 26. novembra 2002. Album je zasedel drugo mesto na lestvici Billboard 200, vseboval pa je štiri single: »Jenny from the Block« (skupaj z Jadakissom in Styles P-jem), ki je na lestvici Billboard Hot 100; zasedel tretje mesto, »All I Have« (skupaj z LL Cool J-jem), ki je na prej omenjeni lestvici več tednov ostal na prvem mestu; »I'm Glad«; in »Baby I Love U!«. Album je vključeval tudi njeno različico pesmi Carly Simon iz leta 1978, »You Belong to Me«. Videospot za pesem »I'm Glad« je vključeval različice scen iz filma Flashdance iz leta 1983, zaradi česar so Jennifer Lopez kasneje tožili zaradi kršitve avtorskih pravic, tožbo pa je sodišče zavrnilo.

### 2004–2006:Rebirth
Jennifer Lopez se je za eno leto umaknila iz glasbene scene, nato pa 1. marca 2005 izdala svoj četrti glasbeni album, Rebirth. Čeprav je album zasedel drugo mesto na lestvici Billboard 200, je kmalu izpadel iz lestvice. Vključeval je tudi uspešnico »Get Right,« ki se je uvrstila med prvih petnajst pesmi na glasbeni lestvici v Združenih državah Amerike in postala njen drugi singl s platinasto certifikacijo (po pesmi »If You Had My Love«). Pesem »Get Right« je velik uspeh doživela tudi v Veliki Britaniji, kjer je postala njen drugi singl, ki se je uvrstil na prvo mesto tamkajšnje glasbene lestvice. Drugi singl iz albuma, »Hold You Down«, pri katerem je sodeloval tudi Fat Joe, je zasedel štiriinšestdeseto mesto na lestvici Billboard Hot 100; v Veliki Britaniji se je uvrstil na četrto mesto, v Avstraliji pa je pristal med prvimi dvajsetimi pesmimi na lestvici. Naslednja pesem, »Cherry Pie«, naj bi kot videospot izšla pozno leta 2005, vendar načrti z videospotom niso uspeli. Pesem je izšla preko radijev v Španiji. Album Rebirth je prejel platinasto certifikacijo v Združenih državah Amerike s strani organizacije RIAA. Jennifer Lopez je bila nato vključena v singl LL Cool J-ja, »Control Myself«, ki je izšel 1. februarja 2006. Zasedel je četrto mesto na lestvici U.S. Billboard Hot 100 in drugo mesto na lestvici UK Singles Chart. To je bil prvi singl Jennifer Lopez v treh letih, ki se je uvrstil med prvih deset pesmi na lestvici v Združenih državah Amerike. Album Rebirth je bil najuspešnejši v Veliki Britaniji, kjer je večina singlov zasedla eno izmed prvih petih mest na lestvici.

### 2007–2008:Como Ama Una MujerinBrave
Jennifer Lopez je svoj prvi glasbeni album s pesmimi samo v španskem jeziku, Como Ama una Mujer, uradno izdala marca 2007. Njen mož, pevec Marc Anthony, je album produciral v sodelovanju z Estefanom, razen pesmi »Qué Hiciste«, ki jo je Marc Anthony produciral skupaj z Juliom Reyesom. Album se je uvrstil med prvih deset pesmi na lestvici Billboard 200, na prvo mesto na lestvici U.S. Top Latin Albums, kjer je ostal štiri zaporedne tedne ter na prvo mesto lestvice U.S. Latin Pop Albums, kjer je ostal še sedem zaporednih tednov. Album je bil uspešen tudi v Evropi, kjer se je na glasbeni lestvici uvrstil na tretje mesto, največji uspeh pa je dosegel v državah, kot so Švica, Italija, Španija, Francija, Belgija, Nemčija, Grčija, Avstrija in Portugalska. 24. julija 2007 je revija Billboard poročala, da bosta Jennifer Lopez in njen mož, Marc Anthony, »sodelovala« pri svetovni turneji, imenovani »Juntos en Concierto«, ki naj bi se pričela 29. septembra tistega leta v New Jerseyju. Vstopnice so se pričele prodajati 10. avgusta tistega leta. Turneja je bila mešanica njene trenutne glasbe, starejše zvrsti in španske glasbe. Na neki tiskovni konferenci je Jennifer Lopez kasneje oznanila vse detajle turneje. Turneja se je pričela 28. septembra 2007 v areni Mark G. Etess Arena in končala 7. novembra 2007 v areni American Airlines Arena v Miamiju, Florida. Glavni singl iz njenega glasbenega albuma, »Qué Hiciste« (špansko za »Kaj si naredil«), je januarja 2007 uradno izšel preko radijskih postaj. Od takrat je zasedel oseminšestdeseto mesto na lestvici U.S. Billboard Hot 100 in prvo mesto na lestvicah Hot Latin Songs ter Hot Dance Club Play. Pristal je tudi med prvimi desetimi pesmimi na glasbeni lestvici v Evropi. Videospot je bil prvi videospot v španščini, ki so ga dnevno predvajali na MTV-jevem programu Total Request Live. Drugi singl iz albuma je imenovan »Me Haces Falta,« tretji pa »Por Arriesgarnos.« Jennifer Lopez je leta 2007 prejela nagrado American Music Award v kategoriji za »najljubšo latino ustvarjalko«. Z albumom Como Ama Una Mujer je Jennifer Lopez postala ena izmed redkih ustvarjalcev, katerih album z izključno španskimi pesmimi je prvič, ko se je uvrstil na lestvico Billboard 200, tam zasedel prvo mesto.
Jennifer Lopez je svoj peti glasbeni album v angleščini (šesti album nasploh), Brave, izdala 9. oktobra leta 2007, šest mesecev po izidu albuma Como Ama una Mujer. Na albumu je delala s producenti, kot so Midi Mafia, J. R. Rotem, Lynn and Wade in Ryan Tedder, z J. R. Rotemom pa je producirala nekatere pesmi, ki jih je napisala skupaj s svojim partnerjem pri pisanju pesmi, Evanom »Kiddom« Bogartom. Še pred tem, 26. avgusta 2007, je ABC izdal promocijski posnetek za četrto sezono televizijske serije Razočarane gospodinje, ki je vključeval tudi pesem »Mile In These Shoes.« Pesem »Do It Well« kot glavni singl iz albuma in se uvrstila med prvih dvajset pesmi na glasbenih lestvicah v mnogih državah. Pesem »Hold It, Don't Drop It« je izšla kot drugi singl, vendar samo v nekaterih državah centralne Evrope. Tretji singl iz albuma naj bi nosil naslov albuma samega, »Brave«. Celo Michael Haussman je preko svoje uradne spletne strani objavil, da je snemanje videospota za album končano, vendar pesem »Brave« nikoli ni izšla kot singl, po vsej verjetnosti zaradi nizke prodaje albuma.

### 2008–danes: Prekinitev pogodbe z založbo Sony inLove?
Med svojo nosečnostjo leta 2007 je Jennifer Lopez začela pisati pesmi za svoj kasneje potrjeni sedmi glasbeni album, Love?, ki so ga nameravali izdati v poletju 2010. Za album je sodelovala z glasbeniki, kot so Danja, Jim Jonsin, Darkchild, Chris n Teeb (iz glasbene skupine Dropzone), Tricky Stewart, The-Dream, D'Mile Mike Caren, Jean Baptiste in The Neptunes. Na pesmi, naslovljeni kot »Fresh Out The Oven«, se poleg nje pojavi tudi raper iz Miamija, Pitbull. Pesem je na internetu začela krožiti že v oktobru leta 2009, vendar je njena založba dejala, da je bil to le del celotnega singla. Od takrat je pesem zasedla prvo mesto na lestvici Hot Dance Club Songs. Glavni singl iz albuma, »Louboutins«, je izšel 23. novembra 2009 preko radijev, čemur je sledila še premiera pesmi, ko jo je Jennifer Lopez izvedla na podelitvi nagrad American Music Awards leta 2009. Pesem se je uvrstila na lestvico Hot Dance Club Play, kjer je šest tednov po izidu zasedla prvo mesto, na drugih lestvicah, kot je na primer Billboard Hot 100, pa pesem ni dosegla ničesar. Pozno februarja 2010 so potrdili, da Jennifer Lopez ni več del založbe Epic Records.
Menedžer Jennifer Lopez, Benny Medina, je novice potrdil z besedami: »Jennifer je imela z založbo Sony Music Group čudovito razmerje in skupaj so dosegli veliko, a bil je pravi čas za spremembo v smislu nečesa, kar bi koristilo njeni karieri kot igralki in kot glasbenici, vendar je hvaležna in ceni, da so vsi pri Sonyju za vse, kar je dosegla v sodelovanju z njimi.« Jennifer Lopez je kasneje izdala uradno izjavo, v kateri je javnosti povedala, da je že izpolnila vse dolžnosti, navedene v njeni pogodbi z založbama Sony Music Entertainment in Epic Records ter se odločila, da bo partnerstvo najbolje končati s sporazumno rešitvijo. Dodala je, da je našla nov »dom« [glasbeno založbo] za album Love?, ki bo poleti leta  2010. Kmalu potem, ko so jo ujeli pri pogovoru z vodijo založbe Island Def Jam Music Group, L.A. Reid, je bilo 19. marca 2010 potrjeno, da je podpisala pogodbo z založbo Def Jam Recordings in da dela na svojem sedmem glasbenem albumu, Love?, skupaj s skupino RedZone Entertainment (Kuk Harrell, The-Dream in Tricky Stewart).

## Druga dela

### Ameriški idol
V juniju 2010, po odhodu Ellen DeGeneres iz oddaje Ameriški idol, so mediji začeli poročati, da se Jennifer Lopez želi pridružiti desetim sodnikom v oddaji. Kakorkoli že, kasneje so začeli poročati, da se Jennifer Lopez oddaji ne more pridružiti, ker ima »nezaslišane zahteve«, nekaj, na kar je producent oddaje Ameriški idol, Nigel Lythgoe, odzval z: »[Jennifer] ni nikakršna diva, priložnostno sem že večkrat sodeloval z njo in še nikoli se ni obnašala kot diva.« Ni zanikal ali potrdil govoric o prepiranju glede pogodbe med Jennifer Lopez in drugimi producenti oddaje Ameriški idol. Kasneje so mediji razkrili, da sta bila oba, Jennifer Lopez in njen mož, Marc Anthony, predlagana za sodnika v oddaji The X Factor zaradi njunega vpliva na »latinskem« in »mednarodnem« trgu. Vpletenost Jennifer Lopez z oddajo X Factor je bila potrjena v deseti sezoni oddaje Ameriški idol, ko je povedala, da je izbrala to oddajo, čeprav so ji ponudili sodelovanje v obeh. Izjavo so uradno potrdili 22. septembra 2010. MTV je dejal, da je bila »pogodba v obojestransko korist vsem udeleženim«, medtem ko je CNN poročal, da se je Jennifer Lopez za to oddajo odločila, ko je opazovala oddajo, producenti oddaje Ameriški idol pa naj bi menili, da bosta ona in Steven Tyler, ki so ga v tistem času tudi imenovali za enega izmed desetih sodnikov, pripomogla k povečanju gledanosti. Poleg tega je producent glasbene serije Glee, Brad Falchuk, potrdil, da se je Jennifer Lopez udeležila pogovora za sodelovanje pri naslednji sezoni televizijske serije kot delavka v kavarni.

### Igralska kariera
Prvo televizijsko delo je Jennifer Lopez kot igralka sprejela, ko je zaigrala v Foxovi televizijski seriji South Central. Kasneje se je pojavila tudi v serijah Second Chances in Hotel Malibu. Nato se je pojavila v televizijskem filmu Nurses on the Line: The Crash of Flight 7. Jennifer Lopez se je v svoji prvi resnejši vlogi pojavila leta 1995, ko je zaigrala lik mlajše Marie v dvajsetih letih prejšnjega stoletja v filmu Gregoryja Nave, My Family. Po igranju poleg Jimmyja Smitsa in Edwarda Jamesa Olmosa v filmu My Family je Jennifer Lopez poleg Wesleyja Snipesa in Woodyja Harrelsona zaigrala v akcijskem filmu Zmeda na poštnem vlaku. Leta 1996 je premagala igralke, kot sta Lauren Holly in Ashley Judd na avdiciji za igranje v stranski vlogi komediji Francisa Forda Coppole, Jack, v katerem je poleg nje zaigrala tudi Robin Williams. Kasneje se je poleg Jacka Nicholsona v dobro sprejetem trilerju Boba Rafelsona, Blood and Wine.
Jennifer Lopez je svoj preboj doživela leta 1997, ko je zaigrala glavno vlogo v biografskem filmu o tejanski pevki Seleni, Selena. Čeprav je že prej sodelovala z Gregoryjem Navo na filmu My Family, se je morala Jennifer Lopez udeležiti vseh procesov avdicije, preden je vlogo tudi dobila. Širša javnost je njen nastop v glavnem hvalila, prejela pa je tudi nominacijo za zlati globus v kategoriji za »najboljšo igralko v muzikalu ali komediji«. Kasneje tistega leta se je Jennifer Lopez pojavila v mnogih pomembnejših filmih. Zaigrala je v filmu Anakonda poleg Ice Cubea in Jona Voighta, kjer je imela vlogo Terri Flores, režiserke, ki jo ustrelijo med snemanjem dokumentarnega filma med potovanjem po reki Amazonki. Kljub temu, da se je film dobro prodajal, so ga kritiki sprejeli precej negativno. Jennifer Lopez je nato zaigrala v glavni vlogi v filmu U Turn, ki je temeljil na romanu Stray Dogs, poleg Seana Penna in Billyja Boba Thorntona.
Leta 1998 je Jennifer Lopez poleg Georgea Clooneyja zaigrala v eni izmed svojih najpomembnejših vlog v celotni karieri, in sicer v filmu Daleč od oči, upodobitvi romana Elmore Leonard Stevena Soderbergha. Zgodba je bila označena kot tipična zgodba, v kateri se pomemben policist zaljubi v očarljivo kriminalko, Jennifer Lopez pa je za svoj nastop prejela redke kritike ter s filmom postala prva latino ženska, ki so ji za film plačali 1 milijon $. Istega leta je glas posodila liku Azteca v animiranem filmu Antz. Nato je poleg Vincenta D'Onofria zaigrala v pshiološkem trilerju Celica. Upodobila je Catherine Deane, otroško psihologinjo, ki uporablja virtualno resničnost, s katero lahko vstopa v misli svojih pacientov in jih prebudi iz kome. Film je izšel avgusta 2000 in en teden ostajal najbolje prodajani film. V prihodnjem letu se je Jennifer Lopez umaknila iz igralske industrije, da bi se osredotočila na svojo glasbeno kariero.
Leta 2001 je Jennifer Lopez poleg Matthewa McConaugheyja zaigrala v romantični komediji Načrtovalka porok. Film je postal najbolje prodajani film tistega tedna in tako je Jennifer Lopez prejela naziv prve pevke in igralke, ki je imela v istem tednu izdana najbolje prodajani album in najbolje prodajani film (takrat je namreč izdala tudi glasbeni album J.Lo, ki je pristal na prvem mestu lestvice Billboard 200). Njena naslednja filma sta bila romantični misteriozni triler Angelske oči (2001) in psihološki triler Dovolj mi je. Oba filma sta zaslužila izredno malo denarja in prejela negativne ocene s strani filmskih kritikov. Poleg Ralpha Fiennesa je zaigrala v romantični komediji Zgodilo se je na Manhattnu. Njen lik v tem filmu, Marisa Ventura, je zagrizena mama samohranilka, ki živi v Bronxu in se preživlja s čiščenjem sob v luksuznem hotelu v Manhattanu, kjer pa jo za člana visoke družbe zamenja politik iz kraljeve družine. Film Zgodilo se je na Manhattnu je takoj po premieri postal najbolje prodajani film tistega tedna. Revija The New York Times je film primerjala s pesmijo Jennifer Lopez iz leta 2002, »Jenny from the Block« v komentarju: »V svojem novem singlu, 'Jenny From the Block,' Jennifer Lopez razkrije, da kljub njeni veliki slavi in bogastvu ni izgubila stika s svojimi koreninami.«
Med druge kritično uspešne filme, v katerih je zaigrala, sodita tudi Nedokončano življenje in Zaplešiva. Jennifer Lopez je med drugim producirala dva neodvisna filma, ki so ju pozitivno sprejeli na raznih filmskih festivalih: Kralj salse na filmskem festivalu v Torontu in Čez mejo na filmskem festivalu v Bruslju. Leta 2005 je zaigrala v uspešnem filmu Tašča, da te kap poleg Jane Fonda in Michaela Vartana. Film Gigli je postal zloglasno uspešno prodajani film. Avgusta 2007 se je Jennifer Lopez skupaj s svojim možem - pevcem in igralcem Marcom Anthonyjem - pojavila v filmu Kralj salse. Film je sicer angleški, vendar so v njem govorili tudi špansko, zato so v nekaterih delih uporabljeni podnapisi. Leta 2010 je zaigrala v romantični komediji Rezervni načrt.
Jennifer Lopez je ena izmed najbolje plačanih igralk v Hollywoodu ter najbolje plačana latino-ameriška igralka v zgodovini Hollywooda, čeprav nobeden izmed njenih filmov v samo Združenih državah Amerike ni zaslužil več kot 100 milijonov $. V letih 2002, 2003 in 2004 je pristala na seznamu desetih najbolje plačanih igralk v Hollywoodu revije The Hollywood Reporter. Za njeno vlogo v filmu Tašča, da te kap je prejela 15 milijonov $. Njen film, ki je zaslužil največ denarja, ostaja Zgodilo se je na Manhattnu, ki je zaslužil 94.011.225 $, njen najuspešnejši mednarodni film pa Zaplešiva, ki je po svetu zaslužil 112.238.000 $. Film Zaplešiva je v Združenih državah Amerike prejel 57.890.460 $ dobička, drugod po svetu pa je zaslužil še dodatnih 170.128.460 $. Leta 2007 se je Jennifer Lopez uvrstila na deveto mesto na seznamu »dvajsetih najbogatejših žensk v zabavni industriji« po podatkih revije Forbes. Leta 2007 naj bi imela na računu 110 milijonov $.
27. januarja 2010 je bilo potrjeno, da bo Jennifer Lopez zaigrala v epizodi televizijske serije Kako sem spoznal vajino mamo kot Anita Appleby, ne-nesmiselna pisateljica knjig za samopomoč, ki ženske učijo, kako naj moške zadržijo v »stroju razmerja« s pomočjo moči zanikanja. Potem, ko se Robin sreča z Anito in se pogovori z njo o Barneyju, mu Anita nastavi »past«.

### Podjetništvo
Jennifer Lopez je leta 2003 oblikovala lastno linijo oblačil. Linija, znana pod imenom JLO by Jennifer Lopez, je vključevala različne tipe oblačil za ženske, vključno s kavbojkami, majicami, plašči, pasovi, torbicami in linijo nakita, ter linijo dodatkov, ki je vključevala tudi klobuke, rokavice in šale. Jennifer Lopez je sodelovala s kampanjo Louisa Vuittona za zimo leta 2003. Leta 2005 je oblikovala svojo drugo linijo oblačil, imenovano Sweetface. Pozno leta 2007 je Jennifer Lopez prenehala tržiti oblačila iz linije JLO by Jennifer Lopez in oblikovala novo linijo oblačil za mlade, imenovano JustSweet. Njene linije oblačil so bile vključene tudi v newyorški teden mode.
Jennifer Lopez pogosto uporablja živalsko krzno v svojih linijah oblačil in zaradi njene osebne garderobe jo je začelo prezirati mnogo ljudi, ki se bori za pravice živali. Na premieri filma Tašča, da te kap v Los Angelesu je več kot sto ljudi iz organizacije PETA protestiralo in na prireditvi izpostavilo njihova stališča.
12. aprila 2002 je Jennifer Lopez odprla restavracijo s kubansko hrano v Pasadeni, Kalifornija, ki jo je poimenovala »Madre's«.
Jennifer Lopez je prvič sodelovala pri izdelavi dišave, ko je izdala dišavo »Glow by J.Lo«. Oktobra leta 2003 je Jennifer Lopez predstavila svoj nov parfum, »Still«, kar naj bi bilo neke vrste nadaljevanje njene dišave »Glow« iz prejšnjega leta, ko je izdala še eno verzijo te dišave, dišavo »Miami Glow by J.Lo« v enem izmed mest, kjer je nekaj časa živela, Miamiju. Jennifer Lopez je proizvedla tudi linijo lotionov za telo in samoporjavitvenih krem »Glow«. Za sezono v božiču leta 2005 je izdala še eno dišavo, to poimenovano kot »Live by Jennifer Lopez«. Na Valentinovo leta 2006 je dišavo »Miami Glow« nadomestila še ena različica dišave »Glow«, »Love at First Glow by J.Lo«. Po tej dišavi je v avgustu tistega leta izdala dišavo »Live Luxe«, tej pa je sledila dišava »Glow After Dark«, izdana januarja leta 2007. Naslednja dišava Jennifer Lopez je bil parfum »Deseo« in »Deseo Forever« za azijska tržišča, nato pa je izdala še svojo prvo dišavo za moške, »Deseo for men«. Februarja 2009 je Jennifer Lopez izdala dišavo »Sunkissed Glow«. Njena zadnja dišava, »My Glow«, je bila izdana oktobra leta 2009. Jennifer Lopez je govornica za šampone podjetja Lux na Japonskem, kjer se pojavlja v reklamah za produkt.
Jennifer Lopez ima v lasti lastno podjetje za produciranje filmov in televizijskih serij, imenovano Nuyorican Productions. Ustanovila jo je skupaj s svojim menedžerjem, Bennyjem Medino, ki naj bi prejel polovico zaslužka podjetja. Jennifer Lopez in Benny Medina sta se kmalu po ustanovitvi podjetja spričkala, vendar sta se malo zatem ponovno združila za izpolnjevanje poslovnih ciljev.
Jennifer Lopez je revija People en Español prepoznala kot eno izmed »50 najlepših ljudi« leta 2006 in februarja 2007 še za eno izmed »najvplivnejših špancev«.
10. aprila 2007 se je Jennifer Lopez kot mentorica pojavila v oddaji Ameriški idol. Jennifer Lopez je postala tudi producentka osme sezone resničnostne televizijske oddaje DanceLife, ki se je na MTV-ju pričela predvajati 15. februarja 2007. Jennifer Lopez je pomagali izbrati udeležence serije in se pojavila v cameo pojavu v seriji sami. Nato je producirala miniserijo kanala Univisión. Potem, ko je poimenovala svoj CD Como Ama Una Mujer, je Jennifer Lopez posnela štiri epizode za serijo med 30. oktobrom in 27. novembrom 2007, v katerih je igrala Adriana Cruz.
Jennifer Lopez je podpisala pogodbo kot zvezdnica in producentka resničnostne serije brez scenarija za kanal TLC, ki ga je produciralo podjetje Discovery Communications Inc. Serija naj bi prikazala, kako je izdala svojo novo dišavo in naj se ne bi osredotočila na njeno družino. Serije nikoli niso začeli snemati.

## Dobrodelnost
Jennifer Lopez javno podpira organizacijo Children's Hospital Los Angeles in je bila nagrajena z nagrado Children's Humanitarian Award za pomoč pri organiziranju gala prireditve za bolnišnico, Noche de Niños, v septembru leta 2004. Jennifer Lopez še naprej redno obiskuje bolnišnico, pa čeprav se udeležuje tudi dogodkov na rdeči preprogi. Pevka je leta 2008 sodelovala pri prireditvi Nautica Malibu Triathlon. Maja leta 2009 je Jennifer Lopez ustanovila dobrodelno organizacijo The Maribel Foundation, ki podpira organizacijo Children's Hospital Los Angeles in se trudi za izboljšanje zdravstva povsod po svetu.
14. februarja 2007 je Jennifer Lopez prejela nagrado Artists for Amnesty International Award, in sicer »zaradi njenega dela kot producentka in zvezdnica filma Čez mejo, ki govori o umorih na stotine žensk v mestu ob meji, Juárez, Mehika«. Z Nobelovo nagrado nagrajeni José Ramos-Horta ji je nagrado podelil na filmskem festivalu v Berlinu. Prejela je tudi posebno zahvalo s strani Norme Andrade, so-ustanoviteljice organizacije Nuestras Hijas de Regreso a Casa A.C. (»Se lahko naše hčere vrnejo domov, civilna združba«), ki jo sestavljajo matere in družine žrtev umorov v Juárezu.
Jennifer Lopez med drugim tudi promovira cepljenje proti oslovskemu kašlju.. Jennifer Lopez skupaj z organizacijama »Sounds of Pertussis« in »March of Dimes« dela na promoviranju ozaveščenosti o bolezni in spodbujanja cepljenja odraslih, da bi s tem preprečili širjenje bolezni na otroke.

## Zasebno življenje
Poročali so, da sta se Jennifer Lopez in Marc Anthony pogovarjala na profesionalnem poslovnem sestanku v cerkvi scientologije v Hollywoodu, Kalifornija, pozno leta 2006. Kasneje so se ponovno sprožile govorice, da sta postala člana te vere, ko sta pomagala možu zvezdnice iz serije Domače kraljestvo, Leah Remini, ki je tudi sama članica te cerkve. Ob teh govoricah je Jennifer Lopez za NBC povedala: »Nisem članica cerkve scientologije, vzgojena sem bila kot katoličanka. Vendar je smešno, kako so ljudje prišli do tega sklepa. Meni se vse skupaj zdi tako čudno. To so eni izmed najboljših ljudi, kar sem jih spoznala v svojem celotnem življenju.« Dodala je: »Moj oče je bil član cerkve scientologije več kot dvajset let. Je najboljši moški, kar sem jih kdaj spoznala v svojem življenju in tako čudno se mi zdi, da želi javnost to cerkev prikazati na negativen način.«
7. novembra 2007, na zadnji koncert njene turneje »En Concierto«, je Jennifer Lopez potrdila, da pričakuje prvega otroka s svojim možem Marcom Anthonyjem. Oznanitev je končala mesece govoric o tem, da je noseča. Njen oče je kasneje, 5. februarja 2008, potrdil, da pričakuje dvojčka. Jennifer Lopez je 22. februarja 2008 rodila dvojajčna dvojčka, fantka in deklico, ki ju je poimenovala Emme Maribel Muñiz in Maximilian »Max« David Muñiz. Prve fotografije dvojčkov bile predstavljene 11. marca 2008 v reviji People, za kar je morala revija staršema odšteti 6 milijonov $. Jennifer Lopez je izurjena v borilni veščini Krav Maga.

### Razmerja
Zasebno življenje Jennifer Lopez prejema veliko pozornosti medijev. Imela je resna razmerja z Ojanijem Noem, Seanom Combsom, Crisom Juddom, Benom Affleckom in Marcom Anthonyjem. Leta 1984, pri petnajstih letih, ko je bila še v srednji šoli, je pričela z razmerjem z Davidom Cruzom. Razšla sta se leta 1994, še vedno pa ostajata dobra prijatelja; Jennifer Lopez je leta 2004 povedala: »Prijatelj je in po vsej verjetnosti me pozna bolje, kot kdorkoli drug.«
Jennifer Lopez se je prvič poročila 22. februarja 1997, in sicer z Ojanijem Noo, rojenim na Kubi. Par se je spoznal, ko je Jennifer Lopez v neki restavraciji v Miamiju delala kot natakarica. Ločila sta se januarja 1998. Jennifer Lopez je v aprilu 2002 Ojanija Noo zaposlila kot menedžerja za svojo pasedansko restavracijo »Madre's«, vendar ga je oktobra istega leta odpustila. Potem, ko jo je tožil zaradi prenehanja delovne dobe, sta sestavila sporazum o zaupnosti. V aprilu 2006 je Jennifer Lopez Ojanija Noo tožila, da bi preprečila objavo knjige, ki je vključevala osebne podatke o njunem kratkem zakonu, saj naj bi objava le-te kršila njun sporazum o zaupnosti. V avgustu 2007 je sodišče imenovalo arbitratorja, ki je Ojaniju Noi izdal dovoljenje za stalno sodno prepoved za »kritiziranje, žaljenje, kazanje v negativni luči ali kako drugače soditi« Jennifer Lopez. Bivši ženi je moral plačati 545.000 $ za odškodnino, kar je vključevalo tudi 300.000 $ sodnih taks in skoraj 48.000 $ stroškov arbitraže. Ojani Noa je moral Jennifer Lopez ali njenemu odvetniku tudi izročiti vse materiale, povezane s knjigo o njunem razmerju. Novembra 2009 je Jennifer Lopez tožila Ojanija Noo zaradi kršenja pogodbe in vdora v zasebnost, kjer je navedla prejšnji sporazum o zaupnosti med obema, da bi preprečila Ojaniju Noi izdati film z naslovom »Kako sem se poročil z Jennifer Lopez: Zgodba JLo in Ojanija Noe« (»How I Married Jennifer Lopez: The JLo and Ojani Noa Story«) ter domnevno »prej nevidene domače videoposnetke«. 1. decembra 2009 je sodnik James Chalfant odobril začasno odredbo proti Ojaniju Noi in njegovemu agentu, Edu Meyerju, ki ovira distribucijo gradiva na kakršnem koli javnem forumu. Ker je odredba samo začasna, je Jay Lavely, odvetnik Jennifer Lopez, dejal, da se jo vrnil na sodišče in jo spremenil v trajno. Jay Lavely je poudaril, da »vse skupaj niti približno bilo v povezavi« s posnetkom seksa v lasti Ojanija Noe: »Je zasebno in je privatno, ni pa posnetek seksa. To so nedolžne stvari in napačno ste si jih razlagali … da bi povečali vrednost vsega skupaj v medijih.« Potem, kar je Ojani Noa povedal reviji E!, da se namerava boriti proti odredbi: »Ne gre se za denar, gre se za moje življenje.«
Jennifer Lopez je imela dve leti in pol dolgo razmerje z hip-hop glasbenikom Seanom Combsom. 27. decembra 1999 je Jennifer Lopez spremljala Seana Combsa v nočnem klubu v Manhattnu, Club New York, ko je izbruhnilo streljanje med spremstvom Seana Combsa in neko drugo skupino. Jennifer Lopez in Sean Combs sta se odpeljala iz prizorišča, kjer ju je lovila in ustavila policija. Na sprednjem sedežu njunega vozila je bila najdena pištola. Seana Combsa so obtožili nezakonitega posedovanja pištole. Stres nad sojenjem Seanu Combsu in pritisk medijev je povečal njune težave in Jennifer Lopez je prenehala njuno razmerje leto dni kasneje. Med domnevnimi povezavami s civilno tožbo leta 2008 je odvetnik obtoženca dejal, da Jennifer Lopez »ni imela nobene povezave s primerom«.
Njen drugi zakon je bil zakon z njenim bivšim spremljevalnim plesalcem, Crisom Juddom. Crisa Judda je spoznala na snemanju videospota za njen singl »Love Don't Cost a Thing.« Par se je poročil 29. septembra 2001 v predmestju Los Angelesa. Njun zakon se je dokončno končal v juniju 2002, ko je Jennifer Lopez pričela z razmerjem z Benom Affleckom. Uradno sta se ločila v januarju leta 2003.
Po ločitvi je Jennifer Lopez začela z razmerjem z igralcem Benom Affleckom. Njuno razmerje je prejemalo veliko pozornosti medijev in prislužila sta si vzdevek »Bennifer«. Jennifer Lopez je njuno zaroko oznanila novembra leta 2002, potem, ko ji je Ben Affleck dal šest-karatni rožnati diamantni prstan, ki naj bi bil po poročilih vreden 1,2 milijona $. Jennifer Lopez je v mnogih intervjujih javnosti zagotavljala, da je Ben Affleck »pravi« in da si bosta kmalu ustvarila družino. Poroko sta načrtovala za 14. september 2003 v Santa Barbari, Kalifornija, vendar je bila zaroka preklicana nekaj samo ur pred poroko. Konec njunega razmerja sta tudi uradno potrdila januarja 2004. Serija South Park je v epizodi »Fat Butt and Pancake Head« predstavila parodijo njunega razmerja. Epizoda se je predvajala 16. aprila 2003. Leta 2003 sta Jennifer Lopez in Ben Affleck skupaj zaigrala v filmu Gigli, leta 2004 pa v filmu Moja mala navihanka.
Manj kot dva meseca po razhodu od Bena Afflecka so Jennifer Lopez opazili v družbi njenega dolgoletnega prijatelja, pevca Marca Anthonyja, s katerim je že sodelovala pri raznih videospotih in v duetih. Po poročilih sta z razmerjem prvič začela že v poznih devetdesetih, pred njegovim prvim in njenim drugim zakonom. Jennifer Lopez in Marc Anthony sta zgodaj leta 2004 skupaj posnela duet za njen film Zaplešiva. V oktobru 2003 se je Marc Anthony drugič razšel s svojo prvo ženo, bivšo Miss Universe, Dayanaro Torres, s katero ima dva otroka. Dayanara Torres je tri mesece pozneje vložila zahtevo za ločitev. Jennifer Lopez in Marc Anthony sta se poročila z mirnim obredom na domu 5. junija 2004, štiri dni po tem, ko se je njegova ločitev od Dayanare Torres legalizirala.
Gostje Jennifer Lopez so bili povabljeni na »popoldansko zabavo« v njeni hiši, ljudje pa niso bili seznanjeni s tem, da so dejansko na poroki. Par ni nameraval publicirati njunega zakona prezgodaj, kar jima je dopuščalo več zasebnosti in skupnega časa v sicer zelo vsiljivem okolju. Nekaj dni po poroki je Marc Anthony zavrnil komentiranje njunega zakona v intervjujih s katerimi je promoviral svoj novi glasbeni album, Amar Sin Mentiras (Na ljubezen brez laži). Februarja leta 2005 je Jennifer Lopez potrdila zakon in dodala: »Vsi vejo. To ni nobena skrivnost.« Nekaj mesecev kasneje je hči Marca Anthonyja nastopila v videospotu Jennifer Lopez za pesem »Get Right« kot njena mlajša sestrica. Svoj zakon in družino je Marc Anthony vedno obdržal v zasebnosti in zaradi tega je bil včasih v obrambni drži pred mediji, kar je Jennifer Lopez postavilo meje v zvezi z odgovarjanjem na vprašanja novinarjev. 29. decembra 2008 je revija Daily News poročala, da Jennifer Lopez in Marc Anthony nameravata objaviti svojo ločitev na Valentinovo naslednjega leta. Te novice je zanikal njen publicist, ki je dejal: »V tem članku ni ničesar resničnega.«

## Filmografija

### Filmi
| Leto | Naslov                                    | Vloga                         | Opombe |
| ---- | ----------------------------------------- | ----------------------------- | ------ |
| 1986 | My Little Girl                            | Myra                          |        |
| 1993 | Nurses on the Line: The Crash of Flight 7 | Rosie Romero                  |        |
| 1995 | My Family/Mi Familia                      | María Sánchez                 |        |
| 1995 | Zmeda na poštnem vlaku                    | Grace Santiago                |        |
| 1996 | Jack                                      | Miss Márquez                  |        |
| 1997 | Blood and Wine                            | Gabriela »Gabby«              |        |
| 1997 | Selena                                    | Selena Quintanilla-Pérez      |        |
| 1997 | Anakonda                                  | Terri Flores                  |        |
| 1997 | U Turn                                    | Grace McKenna                 |        |
| 1998 | Daleč od oči                              | Karen Sisco                   |        |
| 1998 | Antz                                      | Azteca                        |        |
| 2000 | Celica                                    | Catherine Deane               |        |
| 2001 | Načrtovalka porok                         | Mary Fiore                    |        |
| 2001 | Angelske oči                              | Sharon Pogue                  |        |
| 2002 | Dovolj mi je                              | Slim Hiller                   |        |
| 2002 | Zgodilo se je na Manhattnu                | Marisa Ventura                |        |
| 2003 | Gigli                                     | Ricki                         |        |
| 2004 | Moja mala navihanka                       | Gertrude Steiney              |        |
| 2004 | Zaplešiva                                 | Paulina                       |        |
| 2005 | Tašča, da te kap                          | Charlotte »Charlie« Cantilini |        |
| 2005 | Nedokončano življenje                     | Jean Gilkyson                 |        |
| 2006 | Čez mejo                                  | Lauren Adrian                 |        |
| 2007 | Kralj salse                               | Puchi                         |        |
| 2007 | Reggaeton                                 | Ona (cameo)                   |        |
| 2010 | Rezervni načrt                            | Zoe                           |        |

### Televizija
| Televizija | Televizija                   | Televizija    | Televizija |
| Leto       | Naslov                       | Vloga         | Opombe     |
| ---------- | ---------------------------- | ------------- | ---------- |
| 1991–1993  | In Living Color              | Fly Girl      | 16 epizod  |
| 1993–1994  | Second Chances               | Melinda Lopez | 6 epizod   |
| 1994       | South Central                | Lucille       | 1 epizoda  |
| 1994       | Hotel Malibu                 | Melinda Lopez | 1 epizoda  |
| 2004       | Will in Grace                | Ona           | 3 epizode  |
| 2010       | Kako sem spoznal vajino mamo | Anita Appleby | 1 epizoda  |
| 2011–      | Ameriški idol                | Ona           | Sodnica    |

### Kot producentka
| Leto | Naslov                          | Opombe                                                               |
| ---- | ------------------------------- | -------------------------------------------------------------------- |
| 2000 | Jennifer Lopez: Feelin' So Good | TV, producentka                                                      |
| 2001 | Jennifer Lopez in Concert       | TV, producentka                                                      |
| 2006 | South Beach                     | Epizoda TV serije: Every Day Above Ground Is a Good Day; producentka |
| 2006 | Kralj sanse                     | Filmska producentka                                                  |
| 2007 | Dancelife                       | TV serija (nepoznane epizode); producentka                           |
| 2007 | Reggaeton                       | Filmska producentka                                                  |
| 2007 | Como Ama una Mujer              | TV miniserija; producentka                                           |

## Diskografija

### Albumi

#### Studijski albumi
| Leto    | Detajli albuma                                                                                  | Dosežki na lestvicah | Dosežki na lestvicah | Dosežki na lestvicah | Dosežki na lestvicah | Dosežki na lestvicah | Dosežki na lestvicah | Dosežki na lestvicah | Certifikacija |
| Leto    | Detajli albuma                                                                                  | ZDA                  | Velika Britanija     | Kanada               | Avstralija           | Francija             | Nemčija              | Švedska              | Certifikacija |
| ------- | ----------------------------------------------------------------------------------------------- | -------------------- | -------------------- | -------------------- | -------------------- | -------------------- | -------------------- | -------------------- | --- |
| 1999    | On the 6 - Datum izida: 1. junij 1999 - Založba: Epic - Format: CD, kaseta, LP                  | 8                    | 14                   | 5                    | 11                   | 15                   | 3                    | 20                   | - Združene države Amerike: 3&krat; Platinasta - Kanada: 5× Platinasta - Velika Britanija: Zlata - Evropa: Platinasta - Avstralija: Platinasta - Prodaja po svetu: 7 milijonov            |
| 2001    | J.Lo - Datum izzda: 23. januar 2001 - Založba: Epic - Format: CD, digitalno, LP                 | 1                    | 2                    | 1                    | 2                    | 6                    | 1                    | 7                    | - Združene države Amerike: 4&krat; Platinasta - Kanada: 2× Platinasta - Velika Britanija: Platinasta - Evropa: 2× Platinasta - Avstralija: 2× Platinasta - Prodaja po svetu: 8 milijonov |
| 2002    | This Is Me... Then - Datum izida: 19. november 2002 - Založba: Epic - Format: CD, digitalno, LP | 2                    | 13                   | 5                    | 14                   | 4                    | 4                    | 7                    | - Združene države Amerike: 2&krat; Platinasta - Kanada: 2× Platinasta - Velika Britanija: Platinasta - Evropa: Platinasta - Avstralija: Platinasta - Prodaja po svetu: 6 milijonov       |
| 2005    | Rebirth - Datum izida: 1. marec 2005 - Založba: Epic - Format: CD, digitalno, LP                | 2                    | 8                    | 2                    | 10                   | 7                    | 3                    | 14                   | - Združene države Amerike: Platinasta - Kanada: Platinasta - Avstralija: Zlata - Velika Britanija: Srebrna - Prodaja po svetu: 3 milijonov                                               |
| 2007 \| | Como Ama una Mujer - Datum izida: 27. marec 2007 - Založba: Epic - Format: CD, digitalno, LP    | 10                   | —                    | 50                   | —                    | 11                   | 4                    | 49                   | - Španija: Platinasta - Prodaja po svetu: 800.000+ |
| 2007 \| | Brave - Datum izida: 9. oktober 2007 - Label: Epic - Format: CD, digital download, LP           | 12                   | 24                   | 13                   | 46                   | 28                   | 41                   | 59                   | - Rusija: 2x Platinasta - Prodaja po svetu: 650.000+ |
| 2010    | Love? - Datum izida: December 2010 - Založba: Island, Def Jam - Format: CD, digitalno           |                      |                      |                      |                      |                      |                      |                      | |

#### Albumi z remixi
| Leto | Detajli albuma                                                                                         | Dosežki na lestvicah | Dosežki na lestvicah | Dosežki na lestvicah | Dosežki na lestvicah | Dosežki na lestvicah | Dosežki na lestvicah | Dosežki na lestvicah | Certifikacije |
| Leto | Detajli albuma                                                                                         | ZDA                  | Velika Britanija     | Kanada               | Avstralija           | Francija             | Nemčija              | Švedska              | Certifikacije |
| ---- | --- | -------------------- | -------------------- | -------------------- | -------------------- | -------------------- | -------------------- | -------------------- | --- |
| 2002 | J to tha L-O! The Remixes - Release date: February 5, 2002 - Založba: Epic - Format: CD, digitalno, LP | 1                    | 4                    | —                    | 11                   | 14                   | 5                    | 39                   | - Združene države Amerike: Platinasta - Kanada: Platinasta - Velika Britanija: Platinasta - Avstralija: Zlata - Prodaja po svetu: 3 milijonov |
| 2003 | The Reel Me - Izdan: 18. april 2003 - Založba: Epic - Format: DVD/CD                                   | 69                   | —                    | —                    | —                    | 84                   | —                    | —                    | |

#### Videoalbumi
| Leto | Informacije |
| ---- | --- |
| 2000 | Feelin' So Good - Izdan: 10. oktober 2000 - Format: DVD - Dosežki na ameriških lestvicah: 2 - Ameriške certifikacije: Zlata         |
| 2003 | Let's Get Loud - Izdan: 11. februar 2003 - Format: DVD - Dosežki na ameriških lestvicah: 1 - Ameriške certifikacije: Zlata          |
| 2003 | The Reel Me - Izdan: 18. november 2003 - Format: DVD/CD - Dosežki na ameriških lestvicah: 1 - Ameriške certifikacije: 3x Platinasta |

### Singli
| Leto                                                                          | Singl                                                                     | Dosežki na lestvicah | Dosežki na lestvicah | Dosežki na lestvicah | Dosežki na lestvicah | Dosežki na lestvicah | Dosežki na lestvicah | Dosežki na lestvicah | Dosežki na lestvicah | Dosežki na lestvicah | Dosežki na lestvicah | Dosežki na lestvicah | Certifikacije                                                  | Album                     |
| Leto                                                                          | Singl                                                                     | ZDA                  | ZDA Dance            | ZDA R&B              | Velika Britanija     | Avstralija           | Kanada               | Irska                | Nova Zelandija       | Nemčija              | Francija             | Evropa               | Certifikacije                                                  | Album                     |
| ----------------------------------------------------------------------------- | ------------------------------------------------------------------------- | -------------------- | -------------------- | -------------------- | -------------------- | -------------------- | -------------------- | -------------------- | -------------------- | -------------------- | -------------------- | -------------------- | -------------------------------------------------------------- | ------------------------- |
| 1999                                                                          | »If You Had My Love«                                                      | 1                    | 5                    | 6                    | 4                    | 1                    | 1                    | 8                    | 1                    | 5                    | 4                    | —                    | - Združene države Amerike: Platinasta - Avstralija: Platinasta | On the 6                  |
| 1999                                                                          | »Waiting for Tonight«                                                     | 8                    | 1                    | —                    | 5                    | 4                    | 13                   | 13                   | 5                    | 15                   | 10                   | —                    | - Avstralija: Platinasta                                       | On the 6                  |
| 2000                                                                          | »Feelin' So Good« (skupaj z Big Punom in Fat Joejem)                      | 51                   | 1                    | 44                   | 15                   | 20                   | 7                    | —                    | 11                   | 39                   | —                    | —                    | - Avstralija: Zlata                                            | On the 6                  |
| 2000                                                                          | »Let's Get Loud«                                                          | —                    | 39                   | —                    | —                    | 9                    | —                    | —                    | —                    | 13                   | 40                   | —                    | - Avstralija: Platinasta                                       | On the 6                  |
| 2000                                                                          | »Love Don't Cost a Thing«                                                 | 3                    | 9                    | 40                   | 1                    | 4                    | 1                    | 4                    | 1                    | 6                    | 5                    | 2                    | - Velika Britanija: Srebrna - Avstralija: Platinasta           | J. Lo                     |
| 2001                                                                          | »Play«                                                                    | 18                   | 2                    | —                    | 3                    | 14                   | 5                    | 10                   | 7                    | 19                   | 20                   | 6                    | - Avstralija: Zlata                                            | J. Lo                     |
| 2001                                                                          | »Ain't It Funny«                                                          | —                    | —                    | —                    | 3                    | 9                    | —                    | 9                    | 31                   | 13                   | 13                   | 5                    | - Avstralija: Zlata                                            | J. Lo                     |
| 2001                                                                          | »I'm Real / I'm Real (Murder Remix)«                                      | 1                    | —                    | 2                    | 4                    | 3                    | 6                    | 13                   | 3                    | 11                   | 3                    | 9                    | - Avstralija: Platinasta                                       | J. Lo                     |
| 2001                                                                          | »Ain't It Funny (Murder Remix)« (skupaj z Ja Ruleom in Caddillacom Tahom) | 1                    | 8                    | 4                    | 3                    | —                    | 12                   | 8                    | —                    | 18                   | —                    | —                    |                                                                | J to tha L-O! The Remixes |
| 2002                                                                          | »I'm Gonna Be Alright (Remix Track Masters)« (skupaj z Nasom)             | 10                   | —                    | 32                   | 3                    | 16                   | 29                   | 13                   | 30                   | 6                    | 12                   | —                    | - Avstralija: Zlata                                            | J to tha L-O! The Remixes |
| 2002                                                                          | »Alive«                                                                   | —                    | 2                    | —                    | —                    | —                    | —                    | —                    | —                    | —                    | —                    | —                    |                                                                | J to tha L-O! The Remixes |
| 2002                                                                          | »Jenny from the Block« (skupaj z Styles P-jem in Jadakissom)              | 3                    | —                    | 22                   | 3                    | 5                    | 1                    | 12                   | 6                    | 7                    | 5                    | 4                    | - Avstralija: Platinasta                                       | This Is Me... Then        |
| 2003                                                                          | »All I Have« (skupaj z LL Cool J-jem)                                     | 1                    | —                    | 4                    | 2                    | 2                    | 6                    | 7                    | 1                    | 19                   | 29                   | 4                    | - Avstralija: Platinasta                                       | This Is Me... Then        |
| 2003                                                                          | »I'm Glad«                                                                | 32                   | 4                    | 11                   | 11                   | 8                    | 19                   | 22                   | 44                   | —                    | —                    | —                    | - Avstralija: Zlato                                            | This Is Me... Then        |
| 2004                                                                          | »Baby I Love U!«                                                          | 72                   | —                    | 55                   | 3                    | —                    | —                    | 16                   | —                    | —                    | —                    | —                    |                                                                | This Is Me... Then        |
| 2005                                                                          | »Get Right«                                                               | 12                   | 1                    | 38                   | 1                    | 3                    | 3                    | 1                    | 2                    | 7                    | 2                    | 1                    | - Avstralija: Platinasta                                       | Rebirth                   |
| 2005                                                                          | »Hold You Down« (skupaj s Fat Joe-jem)                                    | 64                   | —                    | —                    | 6                    | 17                   | —                    | 15                   | 14                   | 44                   | —                    | 24                   |                                                                | Rebirth                   |
| 2007                                                                          | »Qué Hiciste«                                                             | 86                   | 1                    | —                    | —                    | —                    | —                    | —                    | —                    | 10                   | —                    | 20                   |                                                                | Como Ama Una Mujer        |
| 2007                                                                          | »Me Haces Falta«                                                          | —                    | —                    | —                    | —                    | —                    | —                    | —                    | —                    | —                    | —                    | —                    |                                                                | Como Ama Una Mujer        |
| 2007                                                                          | »Do It Well«                                                              | 31                   | 1                    | 99                   | 11                   | 18                   | 23                   | 13                   | —                    | 30                   | 29                   | 13                   |                                                                | Brave                     |
| 2008                                                                          | »Hold It, Don't Drop It«                                                  | —                    | 1                    | —                    | 72                   | 89                   | —                    | —                    | —                    | —                    | —                    | —                    |                                                                | Brave                     |
| 2009                                                                          | »Fresh Out the Oven« (Izdan kot Lola, vključuje Pitbulla)                 | —                    | 1                    | —                    | —                    | —                    | —                    | —                    | —                    | —                    | —                    | —                    |                                                                | Love?                     |
| 2009                                                                          | »Louboutins«                                                              | —                    | 1                    | —                    | —                    | —                    | —                    | —                    | —                    | —                    | —                    | —                    |                                                                | Love?                     |
| »—« pomeni, da se na lestvico pesem ni uvrstila ali da ni izšla v tej državi. |                                                                           |                      |                      |                      |                      |                      |                      |                      |                      |                      |                      |                      |                                                                |                           |

#### Nesamostojni singli
| 1999                                                                          | »No Me Ames«(duet z Marcom Anthonyjem)    | — | —  | —  | — | —  | — | — | — | —  | — | —  | Desde Un Principio: From the Beginning |
| 2004                                                                          | »Escapémonos« (duet z Marcom Anthonyjem)  | — | —  | —  | — | —  | — | — | — | —  | — | —  | Amar Sin Mentiras                      |
| 2006                                                                          | »Control Myself« (skupaj z LL Cool J-jem) | 4 | 29 | 28 | 2 | 17 | 4 | 5 | 7 | 25 | — | 17 | Todd Smith                             |
| 2008                                                                          | »This Boy's Fire« (skupaj s Santano)      | — | —  | —  | — | —  | — | — | — | —  | — | —  | Ultimate Santana                       |
| 2010                                                                          | Remix »Dynamite« (skupaj s Taiom Cruzom)  | — | —  | —  | — | —  | — | — | — | —  | — | —  |                                        |
| »—« pomeni, da se na lestvico pesem ni uvrstila ali da ni izšla v tej državi. |                                           |   |    |    |   |    |   |   |   |    |   |    |                                        |

#### Promocijski singli
| Leto | Pesem                 | Album              |
| ---- | --------------------- | ------------------ |
| 2000 | »El Deseo de Tu Amor« | On the 6           |
| 2000 | »Open Off My Love«    | On the 6           |
| 2001 | »Cariño«              | J. Lo              |
| 2001 | »Si Ya Se Acabó«      | J. Lo              |
| 2004 | »The One«             | This Is Me... Then |
| 2004 | »Still«               | This Is Me... Then |
| 2005 | »Step into My World«  | Rebirth            |
| 2005 | »Cherry Pie«          | Rebirth            |
| 2007 | »Me Haces Falta«      | Como Ama Una Mujer |
| 2007 | »Te Voy A Querer«     | Como Ama Una Mujer |
| 2007 | »Porque Te Marchas«   | Como Ama Una Mujer |
| 2007 | »Mile In These Shoes« | Brave              |

### Dodatno

#### Pojavi na drugih albumih
| Leto | Pesem                                                                     | Album                                  |
| ---- | ------------------------------------------------------------------------- | -------------------------------------- |
| 1999 | »Spanish Fly« (Black Rob skupaj z Jennifer Lopez)                         | Life Story                             |
| 1999 | »No Me Ames« (skupaj z Marcom Anthonyjem)                                 | Desde un Principio: From the Beginning |
| 2001 | »Dame« (skupaj z Chayanne)                                                | Simplemente (posebna izdaja)           |
| 2001 | »I'm Real (Murder Remix)« (skupaj z Ja Ruleom)                            | Pain Is Love                           |
| 2002 | »Ain't It Funny (Murder Remix)« (skupaj z Ja Ruleom in Caddillacom Tahom) | Irv Gotti Presents: The Inc.           |
| 2003 | »All I Have« (skupaj z LL Cool J-jem)                                     | 10 (posebna izdaja)                    |
| 2004 | »Escapémonos« (verzija balade) (skupaj z Marcom Anthonyjem)               | Amar Sin Mentiras                      |
| 2004 | »Escapémonos« (vezija salse) (skupaj z Marcom Anthonyjem)                 | Valió La Pena                          |
| 2005 | »Hold You Down« (skupaj z Fat Joejem)                                     | All or Nothing                         |
| 2005 | »Ain't It Funny (Murder Remix)« (skupaj z Ja Ruleom in Caddillacom Tahom) | Exodus                                 |
| 2006 | »Control Myself« (LL Cool J skupaj z Jennifer Lopez)                      | Todd Smith                             |
| 2007 | »This Boy's Fire« (Carlos Santana skupaj z Jennifer Lopez in Baby Bashom) | Ultimate Santana                       |

#### Ostala sodelovanja
| Leto | Pesem                       | Ustvarjalec                | Album          | Opombe          |
| ---- | --------------------------- | -------------------------- | -------------- | --------------- |
| 1999 | »Forever (Intro)«           | Puff Daddy                 | Forever        | Vokali v ozadju |
| 1999 | »Is This the End« (2. del)  | Puff Daddy skupaj s Twisto | Forever        | Vokali v ozadju |
| 2006 | »Qué Precio Tiene el Cielo« | Marc Anthony               | Sigo Siendo Yo | Zbor            |

#### Soundtracki
| Leto | Pesem                     | Film               |
| ---- | ------------------------- | ------------------ |
| 1999 | »Baila«                   | Glasba mojega srca |
| 2001 | »Love Don't Cost A Thing« | Načrtovalka porok  |
| 2002 | »Alive«                   | Dovolj mi je       |
| 2003 | »Baby I Love U!«          | Gigli              |
| 2007 | »Toma De Mi«              | Kralj salse        |
| 2007 | »Porque La Vida Asi«      | Čez mejo           |
| 2008 | »Do It Well«              | Hišna zajčica      |
| 2010 | »What Is Love?«           | Rezervni načrt     |

## Videospoti
| Leto | Naslov                                                                    | Režiser(ji)                      |
| ---- | ------------------------------------------------------------------------- | -------------------------------- |
| 1998 | »Baila«                                                                   | Stephen Olow                     |
| 1999 | »If You Had My Love«                                                      | Paul Hunter                      |
| 1999 | »No Me Ames« (skupaj z Marcom Anthonyjem)                                 | Kevin Bray                       |
| 1999 | »Waiting for Tonight«                                                     | Francis Lawrence                 |
| 1999 | »Waiting for Tonight« (remix Hex's Momentous)                             | Francis Lawrence                 |
| 1999 | »Una Noche Más«                                                           | Francis Lawrence                 |
| 2000 | »Let's Get Loud«                                                          | Jeffrey Doe                      |
| 2000 | »Feelin' So Good« (skupaj z Big Punom in Fat Joejem)                      | Paul Hunter                      |
| 2001 | »Love Don't Cost a Thing«                                                 | Paul Hunter                      |
| 2001 | »Play«                                                                    | Francis Lawrence                 |
| 2001 | »Ain't It Funny«                                                          | Herb Ritts                       |
| 2001 | »I'm Real«                                                                | Dave Meyers                      |
| 2001 | »I'm Real (Murder Remix)« (skupaj z Ja Ruleom)                            | Dave Meyers                      |
| 2002 | »Ain't It Funny (Murder Remix)« (skupaj z Ja Ruleom in Caddillacom Tahom) | Cris Judd                        |
| 2002 | »I'm Gonna Be Alright« (remix Track Master) (skupaj z Nasom)              | Dave Meyers                      |
| 2002 | »Alive«                                                                   | Jim Gable                        |
| 2002 | »Jenny from the Block« (skupaj s Styles P-jem in Jadakissom)              | Francis Lawrence                 |
| 2002 | »Jenny from the Block« (nobene rap verzije)                               | Francis Lawrence                 |
| 2003 | "All I Have (skupaj z LL Cool J-jem)                                      | Dave Meyers                      |
| 2003 | »I'm Glad«                                                                | David LaChapelle                 |
| 2003 | »Baby I Love U!«                                                          | Meiert Avis                      |
| 2005 | »Get Right«                                                               | Francis Lawrence in Diane Martel |
| 2005 | »Get Right (Remix)« (skupaj z Fabolousom)                                 | Diane Martel                     |
| 2005 | »Hold You Down« (skupaj z Fat Joejem)                                     | Diane Martel                     |
| 2006 | »Control Myself« (LL Cool J skupaj z Jennifer Lopez)                      | Hype Williams                    |
| 2006 | »Qué Hiciste«                                                             | Michael Haussman                 |
| 2007 | »Me Haces Falta«                                                          | Sanji                            |
| 2007 | »Do It Well«                                                              | David LaChapelle                 |
| 2007 | »Hold It, Don't Drop It«                                                  | Melina Matsoukas                 |
| 2007 | »Por Arriesgarnos« (v živo)                                               | Kevin Meléndez                   |
| 2009 | »Fresh Out The Oven« (skupaj s Pitbullom)                                 | Jonas Akerlund                   |
| 2010 | »Good Hit«                                                                | Alex Moors                       |
| 2010 | »Take Care«                                                               | Alex Moors                       |

### Neizdani videospoti
| Pesem   | Režiser          |
| ------- | ---------------- |
| »Brave« | Michael Haussman |

### Pojavi v tujih videospotih
| Leto | Naslov                     | Ustvarjalec(i)                                                     | Režiser(ji)                 |
| ---- | -------------------------- | ------------------------------------------------------------------ | --------------------------- |
| 1993 | »That's the Way Love Goes« | Janet Jackson                                                      | René Elizondo               |
| 1996 | »Siempre Hace Frio«        | Selena                                                             | Abraham Quintanilla, ml.    |
| 1997 | »No Me Conoces«            | Marc Anthony                                                       | Benny Corral                |
| 1998 | »Been Around the World«    | Puff Daddy & The Family skupaj z The Notorious B.I.G.-om in Maseom | Paul Hunter                 |
| 2000 | »It's So Hard«             | Big Pun skupaj z Donellom Jonesom                                  | Chris Robinson              |
| 2001 | »What's Going On«          | All-Star Tribute                                                   | Jake Scott and Malik Sayeed |
| 2001 | »El Ultimo Adios«          | Več ustvarjalcev                                                   | ?                           |

## Nagrade in nominacije

### ACE Awards
| Leto | Delo           | Nagrada | Osvojila? |
| ---- | -------------- | ------- | --------- |
| 2006 | Jennifer Lopez | Dodatki | Da        |

### ALMA Awards
| Leto | Delo                                       | Nagrada                                                                  | Osvojila? |
| ---- | ------------------------------------------ | ------------------------------------------------------------------------ | --------- |
| 1998 | Selena                                     | Izstopajoča igralka                                                      | Da        |
| 1999 | Anakonda                                   | Izstopajoča igralka                                                      | Da        |
| 2000 | »If You Had My Love«                       | Izstopajoči nastop v videospotu                                          | Da        |
| 2000 | Jennifer Lopez                             | Nagrada za posebne dosežke ženske ustvarjalke leta                       | Da        |
| 2001 | Jennifer Lopez                             | Nagrada za posebne dosežke ženske ustvarjalke leta                       | Da        |
| 2001 | 1. podelitev nagrade Latin Grammy Awards   | Izstopajoča gostiteljica na podelitvi nagrad                             | Ne        |
| 2001 | Jennifer Lopez                             | Izstopajoča ženska izvajalka                                             | Ne        |
| 2001 | J. Lo                                      | Album leta                                                               | Ne        |
| 2001 | »Love Don't Cost A Thing«                  | Izstopajoči videospot - Izbira ljudstva                                  | Da        |
| 2002 | Angelske oči                               | Izstopajoča igralka v filmu                                              | Ne        |
| 2002 | Jennifer Lopez in Concert - Let's Get Loud | Izstopajoči nastop - Glasba, prireditev ali komična specijalka           | Ne        |
| 2006 | Jennifer Lopez                             | Izstopajoči ženski izvajalec                                             | Ne        |
| 2008 | Kralj salse                                | Izstopajoči nastop glavne ženske latino igralke/igralske zasedbe v filmu |           |

### American Music Awards
| Leto | Delo           | Nagrada                                  | Osvojila? |
| ---- | -------------- | ---------------------------------------- | --------- |
| 2000 | Jennifer Lopez | Najljubši pop/rock novi ustvarjalec      | Ne        |
| 2000 | Jennifer Lopez | Najljubši latino ustvarjalec             | Ne        |
| 2002 | Jennifer Lopez | Najljubša pop/rock ženska ustvarjalka    | Ne        |
| 2003 | Jennifer Lopez | Najljubša hip-hop/R&B ženska ustvarjalka | Ne        |
| 2003 | Jennifer Lopez | Najljubša pop/rock ženska ustvarjalka    | Da        |
| 2007 | Jennifer Lopez | Najljubši latino ustvarjalec             | Da        |

### Bambi
| Leto | Delo           | Nagrada                         | Osvojila? |
| ---- | -------------- | ------------------------------- | --------- |
| 2007 | Jennifer Lopez | Najboljši mednarodni pop nastop | Da        |

### Billboard Music Awards
| Leto | Delo                 | Nagrada                 | Osvojila? |
| ---- | -------------------- | ----------------------- | --------- |
| 1999 | »If You Had My Love« | Najboljši pop videospot | Ne        |

#### Billboard Latin Music Awards
| Leto | Delo                                | Nagrada                                                                | Osvojila? |
| ---- | ----------------------------------- | ---------------------------------------------------------------------- | --------- |
| 2000 | »No Me Ames«                        | Najboljša latino pesem leta, vokalni duet (skupaj z Marcom Anthonyjem) | Da        |
| 2003 | »Alive (Thunderpuss Club Mix)«      | Najbolje prodajan dance singl leta                                     | Da        |
| 2004 | »I'm Glad (remix Paula Oakenfolda)« | Najbolje prodajan latino dance singl leta                              | Da        |
| 2008 | Como Ama Una Mujer                  | Latinski pop album leta, ženski                                        | Da        |
| 2008 | Como Ama Una Mujer                  | Latinski album leta                                                    | Ne        |
| 2008 | »Que Hiciste«                       | Latino pop pesem na radijih leta                                       | Ne        |
| 2008 | »Que Hiciste«                       | Latinska dance klubska pesem leta                                      | Ne        |

### Blockbuster Entertainment Awards
| Leto | Delo     | Nagrada                                   | Osvojila? |
| ---- | -------- | ----------------------------------------- | --------- |
| 1998 | Anakonda | Najljubša igralka - Akcija & avantura     | Ne        |
| 2001 | Celica   | Najljubša igralka - Znanstvena fantastika | Da        |

### Brit Awards
| Leto | Delo           | Nagrada                                            | Osvojila? |
| ---- | -------------- | -------------------------------------------------- | --------- |
| 2000 | Jennifer Lopez | Najboljša mednarodna ženska samostojna ustvarjalka | Ne        |
| 2000 | Jennifer Lopez | Najboljši mednarodni preboj                        | Ne        |

### Crystal Awards
| Leto | Delo           | Nagrada        | Osvojila? |
| ---- | -------------- | -------------- | --------- |
| 2006 | Jennifer Lopez | Ženske v filmu | Da        |

### E!Hot50 Music Awards
| Leto | Delo | Nagrada                           | Osvojila? |
| ---- | ---- | --------------------------------- | --------- |
| 2007 |      | Najboljši nastop, ki v angleščini | Da        |

### Empire Movie Awards
| Leto | Delo         | Nagrada           | Osvojila? |
| ---- | ------------ | ----------------- | --------- |
| 1998 | Daleč od oči | Najboljša igralka | Da        |

### Grammyji
| Leto | Delo                  | Nagrada                  | Osvojila? |
| ---- | --------------------- | ------------------------ | --------- |
| 2000 | »Waiting For Tonight« | Najboljši dance posnetek | Ne        |
| 2001 | »Let's Get Loud«      | Najboljši dance posnetek | Ne        |

### Groovevolt Music & Fashion Awards
| Leto | Delo                | Nagrada                                                           | Osvojila? |
| ---- | ------------------- | ----------------------------------------------------------------- | --------- |
| 2003 | »I'm Glad«          | Videospot leta                                                    | Ne        |
| 2003 | This Is Me... Then  | Najboljši album - Ženski                                          | Ne        |
| 2003 | »All I Have«        | Najboljše sodelovanje (skupaj z LL Cool J-jem)                    | Ne        |
| 2003 | Jennifer Lopez      | Najbolj modno osveščen ustvarjalec                                | Ne        |
| 2006 | »Get Right (Remix)« | Najljubša pop pesem skupine ali sodelovanja (skupaj s Fabolousom) | Ne        |
| 2006 | Jennifer Lopez      | Najbolj modno osveščen ustvarjalec                                | Ne        |
| 2006 | »Get Right«         | Najbolj modni videospot                                           | Da        |

### Independent Spirit Awards
| Leto | Delo      | Nagrada                    | Osvojila? |
| ---- | --------- | -------------------------- | --------- |
| 1995 | My Family | Najboljša stranska igralka | Ne        |

### Imagen Foundation Awards
| Leto | Delo   | Nagrada                  | Osvojila? |
| ---- | ------ | ------------------------ | --------- |
| 1995 | Selena | Nagrada trajajoče podobe | Da        |

### Kids' Choice Awards
| Leto | Delo                       | Nagrada                         | Osvojila? |
| ---- | -------------------------- | ------------------------------- | --------- |
| 2002 | Načrtovalka porok          | Najljubša ženska zvezdnica leta | Da        |
| 2003 | Zgodilo se je na Manhattnu | Najljubša filmska igralka       | Ne        |
| 2004 | Jennifer Lopez             | Najljubša ženska pevka          | Ne        |

### Latin Billboard Music Awards
| Leto | Delo                      | Nagrada                         | Osvojila? |
| ---- | ------------------------- | ------------------------------- | --------- |
| 2002 | »Play«                    | Latino dance klubska pesem leta | Ne        |
| 2002 | »Love Don't Cost A Thing« | Latino dance maksi-singl leta   | Ne        |
| 2002 | »I'm Real«                | Latino dance maksi-singl leta   | Da        |

### Latin Grammy Awards
| Leto | Delo         | Nagrada                                            | Osvojila? |
| ---- | ------------ | -------------------------------------------------- | --------- |
| 2000 | »No Me Ames« | Najboljši pop duet ali skupina z vokalnim nastopom | Ne        |
| 2000 | »No Me Ames« | Najboljši videospot                                | Ne        |

### Latin Music and Sports Awards
| Leto | Delo           | Nagrada               | Osvojila? |
| ---- | -------------- | --------------------- | --------- |
| 1999 | Jennifer Lopez | Novi ustvarjalec leta | Da        |

### Lone Star Film & Television Awards
| Leto | Delo   | Nagrada           | Osvojila? |
| ---- | ------ | ----------------- | --------- |
| 1998 | Selena | Najboljša igralka | Da        |

### Los Premios Principales Awards
| Leto | Delo           | Nagrada       | Osvojila? |
| ---- | -------------- | ------------- | --------- |
| 2007 | Jennifer Lopez | Mejor Artista | Ne        |
| 2007 | »Que Hiciste«  | Mejor Canción | Ne        |

### MiTRL Music Awards
| Leto | Delo           | Nagrada                               | Osvojila? |
| ---- | -------------- | ------------------------------------- | --------- |
| 2007 | Jennifer Lopez | Nagrada Torej misliš, da znaš igrati? | Ne        |
| 2007 | Jennifer Lopez | Ženska leta                           | Ne        |

### MTV Europe Music Awards
| Leto | Delo           | Nagrada                      | Osvojila? |
| ---- | -------------- | ---------------------------- | --------- |
| 1999 | Jennifer Lopez | Prebojni ustvarjalec         | Ne        |
| 2000 | Jennifer Lopez | Najboljši novi ustvarjalec   | Ne        |
| 2000 | Jennifer Lopez | Najboljši R&B ustvarjalec    | Da        |
| 2001 | Jennifer Lopez | Najboljša ženska ustvarjalka | Da        |
| 2002 | Jennifer Lopez | Najboljši R&B ustvarjalec    | Ne        |
| 2002 | Jennifer Lopez | Najboljša ženska ustvarjalka | Da        |
| 2003 | Jennifer Lopez | Najboljši R&B ustvarjalec    | Ne        |

### MTV Movie Awards
| Leto | Delo         | Nagrada                                       | Osvojila? |
| ---- | ------------ | --------------------------------------------- | --------- |
| 1997 | Selena       | Prebojni nastop                               | Ne        |
| 1998 | Daleč od oči | Najboljši ženski nastop                       | Ne        |
| 1998 | Daleč od oči | Najboljši poljub (skupaj z Georgem Clooneyjem | Ne        |
| 1999 | Daleč od oči | Najboljši poljub (skupaj z Georgem Clooneyjem | Ne        |

### MTV Video Music Awards
| Leto | Delo                      | Nagrada                             | Osvojila? |
| ---- | ------------------------- | ----------------------------------- | --------- |
| 1999 | »If You Had My Love«      | Najboljši ženski videospot          | Ne        |
| 1999 | »If You Had My Love«      | Najboljši dance videospot           | Ne        |
| 1999 | »If You Had My Love«      | Najboljši pop videospot             | Ne        |
| 1999 | Jennifer Lopez            | Najboljši novi ustvarjalec          | Ne        |
| 1999 | Jennifer Lopez            | Najboljša spletna stran ustvarjalca | Ne        |
| 2000 | »Waiting For Tonight«     | Najboljša koreografija              | Ne        |
| 2000 | »Waiting For Tonight«     | Najboljši dance videospot           | Da        |
| 2001 | »Love Don't Cost A Thing« | Najboljši ženski videospot          | Ne        |
| 2001 | »Love Don't Cost A Thing« | Najboljši dance videospot           | Ne        |
| 2002 | »I'm Real (Murder Remix)« | Najboljši hip-hop videospot         | Da        |
| 2003 | »I'm Glad«                | Najboljši ženski videospot          | Ne        |
| 2003 | »I'm Glad«                | Najboljši dance videospot           | Ne        |
| 2003 | »I'm Glad«                | Najboljša koreografija              | Ne        |
| 2003 | »I'm Glad«                | Najboljša umetniška režija          | Ne        |
| 2003 | »Jenny From The Block«    | Najboljši ženski videospot          | Ne        |
| 2005 | »Get Right«               | Najboljši dance videospot           | Ne        |
| 2005 | »Get Right«               | Najboljše režiranje                 | Ne        |
| 2005 | »Get Right«               | Najboljša koreografija              | Ne        |
| 2005 | »Get Right«               | Najboljše urejanje                  | Ne        |
| 2005 | »Get Right«               | Najboljši ženski videospot          | Ne        |

### NAACP Image Awards
| Leto | Delo                       | Nagrada                     | Osvojila? |
| ---- | -------------------------- | --------------------------- | --------- |
| 2002 | Zgodilo se je na Manhattnu | Izstopajoča igralka v filmu | Ne        |

### NCLR Bravo Awards
| Leto | Delo                   | Nagrada                     | Osvojila? |
| ---- | ---------------------- | --------------------------- | --------- |
| 1995 | Zmeda na poštnem vlaku | Izstopajoča igralka v filmu | Ne        |
| 1996 | Jack                   | Izstopajoča igralka v filmu | Ne        |

### Nickelodeon Kids' Choice Awards
| Leto | Delo           | Nagrada                             | Osvojila? |
| ---- | -------------- | ----------------------------------- | --------- |
| 2000 | Jennifer Lopez | Najljubši novi glasbeni ustvarjalec | Da        |
| 2001 | Jennifer Lopez | Najljubša ženska filmska zvezdnica  | Da        |

### NRJ Music Awards
| Leto | Delo           | Nagrada                            | Osvojila? |
| ---- | -------------- | ---------------------------------- | --------- |
| 2000 | Jennifer Lopez | Mednarodna ženska ustvarjalka leta | Da        |
| 2003 | Jennifer Lopez | Glasbena spletna stran leta        | Da        |

### People's Choice Awards
| Leto | Delo           | Nagrada                             | Osvojila? |
| ---- | -------------- | ----------------------------------- | --------- |
| 2001 | Jennifer Lopez | Najljubša igralka                   | Ne        |
| 2001 | Jennifer Lopez | Najljubša ženska glasbena izvajalka | Ne        |
| 2004 | Jennifer Lopez | Najboljši nasmeh                    | Ne        |

### Premio Lo Nuestro Awards
| Leto | Delo           | Nagrada                            | Osvojila? |
| ---- | -------------- | ---------------------------------- | --------- |
| 2007 | Jennifer Lopez | Solísta o Grupo Revelación Del Año | Da        |

### Premios Amigo Awards
| Leto | Delo           | Nagrada                                               | Osvojila? |
| ---- | -------------- | ----------------------------------------------------- | --------- |
| 2007 | Jennifer Lopez | Amigo Brugal za najbolje prodajano latino ustvarjalko | Da        |
| 2007 | »Que Hiciste«  | Najboljši digitalni singl                             | Ne        |
| 2007 | »Que Hiciste«  | Najboljši zvok                                        | Ne        |

### Premios Juventud Awards
| Leto | Delo                         | Nagrada                                               | Osvojila? |
| ---- | ---------------------------- | ----------------------------------------------------- | --------- |
| 2004 | Jennifer Lopez               | Quiero Vestir como Ella                               | Da        |
| 2004 | Jennifer Lopez               | En la Mira del Paparazzi (skupaj z Marcom Anthonyjem  | Da        |
| 2005 | Zaplešiva & Tašča, da te kap | Actriz que se Roba la Pantalla                        | Da        |
| 2005 | Jennifer Lopez               | Quiero Vestir como Ella                               | Da        |
| 2006 | Nedokončano življenje        | Actriz que se Roba la Pantalla                        | Ne        |
| 2006 | Jennifer Lopez               | Quiero Vestir Como Ella                               | Ne        |
| 2007 | Jennifer Lopez               | Quiero Vestir Como Ella                               | Da        |
| 2007 | Jennifer Lopez               | Chica Que Me Quita El Sueno                           | Da        |
| 2007 | Jennifer Lopez               | En La Mira Del Paparazzi                              | Ne        |
| 2008 | Jennifer Lopez               | Quiero Vestir como Ella                               | Da        |
| 2008 | Jennifer Lopez               | Chica que me Quita el Sueno                           | Da        |
| 2008 | Jennifer Lopez               | En la Mira del Paparazzi (skupaj z Marcom Anthonyjem) | Da        |
| 2008 | Kralj salse                  | Actriz que se Roba la Pantalla                        | Ne        |
| 2008 | Jennifer Lopez               | Torridos Romances (skupaj z Marcom Anthonyjem)        | Ne        |
| 2008 | Jennifer Lopez               | En la Mira del Paparazzi (samostojno)                 | Ne        |
| 2009 | Jennifer Lopez               | Quiero Vestir Como Ella                               | Da        |

### Premios MTV Latinoamérica Awards
| Leto | Delo           | Nagrada                                                      | Osvojila? |
| ---- | -------------- | ------------------------------------------------------------ | --------- |
| 2007 | Jennifer Lopez | Izbira gledalcev kanala MTV Tr3́s - Najboljša pop ustvarjalka | Ne        |

### Premios Oye! Awards
| Leto | Delo           | Nagrada                       | Osvojila? |
| ---- | -------------- | ----------------------------- | --------- |
| 2007 | Jennifer Lopez | Pop Español: Solista Femenina | Ne        |

### Ritmo Latino Awards
| Leto | Delo           | Nagrada               | Osvojila? |
| ---- | -------------- | --------------------- | --------- |
| 1999 | Jennifer Lopez | Novi ustvarjalec leta | Da        |

### Saturn Awards
| Leto | Delo     | Nagrada           | Osvojila? |
| ---- | -------- | ----------------- | --------- |
| 1997 | Anakonda | Najboljša igralka | Ne        |
| 1998 | Anakonda | Najboljša igralka | Ne        |
| 2001 | Celica   | Najboljša igralka | Ne        |

### ShoWest Awards
| Leto | Delo           | Nagrada               | Osvojila? |
| ---- | -------------- | --------------------- | --------- |
| 1997 | Jennifer Lopez | Ženska zvezdnica leta | Da        |

### Soul Train Music Awards
| Leto | Delo     | Nagrada                         | Osvojila? |
| ---- | -------- | ------------------------------- | --------- |
| 1999 | On The 6 | Najboljši ženski R&B/soul album | Ne        |

### Stinkers Bad Movie Awards
| Leto | Delo         | Nagrada                              | Osvojila? |
| ---- | ------------ | ------------------------------------ | --------- |
| 2001 | Angelske oči | Najslabša igralka                    | Ne        |
| 2001 | Angelske oči | Najbolj zoprn umeten naglas - Ženski | Da        |
| 2002 | Dovolj mi je | Najslabša igralka                    | Ne        |

### Teen Choice Awards
| Leto              | Delo                            | Nagrada                                                                   | Osvojila? |
| ----------------- | ------------------------------- | ------------------------------------------------------------------------- | --------- |
| 1999              | »If You Had My Love«            | Najboljša pesem poletja                                                   | Ne        |
| Načrtovalka porok | Izbira kemije                   | Ne                                                                        |           |
| 2001              | Jennifer Lopez                  | Najprivlačnejša ženska leta                                               | Da        |
| 2001              | »Play«                          | Najboljši dance posnetek                                                  | Da        |
| 2002              | »Ain't It Funny (Murder Remix)« | Najboljši R&B/hip-hop/rap singl (skupaj z Ja Ruleom in Caddillacom Tahom) | Ne        |
| 2003              | Zgodilo se je na Manhattnu      | Izbira filmske igralke                                                    | Ne        |
| 2003              | Zgodilo se je na Manhattnu      | Izbira šminke (skupaj z Ralphom Fiennesom                                 |           |
| 2003              | Zgodilo se je na Manhattnu      | Izbira brloga                                                             | Ne        |
| 2003              | »All I Have«                    | Izbira glasbenega singla (skupaj z LL Cool J-jem)                         | Ne        |
| 2003              | »All I Have«                    | Izbira privlačne glasbe (skupaj z LL Cool J-jem)                          | Ne        |
| 2003              | »I'm Glad«                      | Izbira ljubezenske pesmi                                                  | Ne        |
| 2003              | This is Me... Then              | Izbira glasbenega albuma                                                  | Ne        |
| 2003              | Jennifer Lopez                  | Izbira ženskega glasbenega ustvarjalca                                    | Ne        |
| 2003              | Jennifer Lopez                  | Izbira privlačne ženske                                                   | Ne        |
| 2003              | Jennifer Lopez                  | Izbira mednarodnega ustvarjalca (glasba/igranje)                          | Ne        |
| 2003              | Jennifer Lopez                  | Izbira modne ikone rdečih preprog - Ženska                                | Da        |
| 2003              | Jennifer Lopez                  | Izbira R&B/hip-hop ustvarjalca                                            | Da        |
| 2005              | »Get Right«                     | Izbira R&B/rap pesmi                                                      | Ne        |
| 2005              | Jennifer Lopez                  | Izbira začetnika zabave                                                   |           |
| 2005              | Tašča, da te kap                | Izbira kemije (skupaj z Jane Fonda)                                       | Ne        |
| 2005              | Tašča, da te kap                | Najboljša filmska igralka v komediji                                      | Ne        |
| 2005              | Zaplešiva                       | Izbira plesne scene (skupaj z Richardom Gerom                             | Ne        |
| 2005              | Jennifer Lopez                  | Izbira modne ikone na rdečih preprogah - Ženska                           | Ne        |
| 2010              | Rezervni načrt                  | Najboljša romantična komedija                                             | Ne        |
| 2010              | Rezervni načrt                  | Najboljša igralka v romantični komediji                                   | Ne        |

### TMF Awards
| Leto | Delo           | Nagrada                     | Osvojila? |
| ---- | -------------- | --------------------------- | --------- |
| 2001 | Jennifer Lopez | Najljubša mednarodna ženska | Da        |
| 2002 | Jennifer Lopez | Najljubša mednarodna ženska | Da        |

### Top of the Pops Awards
| Leto | Delo           | Nagrada                   | Osvojila? |
| ---- | -------------- | ------------------------- | --------- |
| 2001 | Jennifer Lopez | Ustvarjalec na vrhu sveta | Da        |

### VH1/Vogue Fashion Awards
| Leto | Delo           | Nagrada                            | Osvojila? |
| ---- | -------------- | ---------------------------------- | --------- |
| 1999 | Jennifer Lopez | Najbolj modno osveščen ustvarjalec | Da        |
| 2000 | Jennifer Lopez | Nagrada Versace                    | Da        |
| 2002 | Jennifer Lopez | Najvplivnejši ustvarjalec          | Da        |

### World Music Awards
| Leto | Delo           | Nagrada                                               | Osvojila? |
| ---- | -------------- | ----------------------------------------------------- | --------- |
| 2002 | Jennifer Lopez | Najbolje prodajana ženska latino ustvarjalka na svetu | Da        |
| 2005 | Jennifer Lopez | Najbolje prodajana pop ženska ustvarjalka na svetu    | Ne        |
| 2010 | Jennifer Lopez | Legenda za izstopajoč prispevek k umetnosti           | Da        |

### Winter Music Conference
| Leto | Delo                  | Nagrada                                              | Osvojila? |
| ---- | --------------------- | ---------------------------------------------------- | --------- |
| 2000 | Jennifer Lopez        | Najboljši novi dance samostojni ustvarjalec          | Da        |
| 2000 | »Waiting For Tonight« | Najboljši dance videospot                            | Da        |
| 2007 | »Control Myself«      | Najboljša rap/hip-hop pesem (skupaj z LL Cool J-jem) | Ne        |

### Zlati globus
| Leto | Delo   | Nagrada                                                   | Osvojila? |
| ---- | ------ | --------------------------------------------------------- | --------- |
| 1998 | Selena | Najboljši nastop igralke v filmskem muzikalu ali komediji | Ne        |

### Drugo
Nagrada za stilsko ikono leta (2007)
Nagrada borcev za človekove pravice za film Čez mejo (2007)